# Редактор
За редакторите в Уикипедия, вижте Уикипедианци.
Реда̀ктор (от латински: redactor, през нeмски: redaktоr) е сътрудник в издателство, който се занимава с подготовката на текстове (комбинирани материали) за публикуване.
| „ | Ран Босилек стана причина да се създадат много детски книги, … Той бе единствен редактор на голям брой учебници, уредник на списание „Детска радост“ [„Хемусъ“] . (Ангел Каралийчев, С, 223-224)“ | “ |

| „ | В медиите – новинарски, разследващи и други – е журналист, който ръководи издаването на вестник, списание и други или изпълнява функциите на издател. „Връзката, която Васил Левски установява по това време с Иван Касабов, не го поставя в някаква организационна или идейна зависимост от редактора на в. „Народност“. (Ив. Унджиев, ВЛ, 119.)“ | “ |

Редакторът също така редактира писмения текст при подготовката му за публикуване – в частите – стил, съдържание, логика, последователност, съответствия с обстоятелства като история, време; вътрешни противоречия и други; избор на изображения; цялостно оформление.
От друга страна, правописни, граматически и пунктуационни грешки, се отстраняват от сътрудник, на длъжност коректор.
Редакторът често определя и отговаря за окончателното съдържание на печатното или дигитално издание – вестник, списание или книга.
Ако редакторът е едноличен или ако е начело на редакторска колегия, когато се нарича Главен редактор, може да изпълнява и функциите на лице, което поръчва, подбира, договаря произведения или материалите за публикуване, или излъчване. Също така може да определя издателските политики в издателството.
Редакторът може да е лице, отговарящо за една секция или рубрика във вестник, периодично издание, радио- или телевизионно предаване, или друга медия, който редактира материали при подготовката им за отпечатване или излъчване. 